# 莫羅納區
莫羅納區（西班牙語：Distrito de Morona），是秘魯的一個區，位於該國東北部洛雷託大區的達特姆德爾馬拉尼翁省，始建於1943年7月2日，面積10,777平方公里，海拔高度130米，2005年人口6,658，人口密度每平方公里0.62人。